# Juan de Bargas
Juan de Bargas, también escrito como Juan de Vargas, fue un alarife y maestro mayor de obras que trabajó y residió en Jerez de la Frontera durante la segunda mitad del siglo XVIII, al que la historiografía moderna atribuye en la actualidad la autoría de un importante patrimonio arquitectónico del barroco jerezano que, hasta el momento, se consideraba realizado por otros.

## Reseña biográfica
No hay certeza de casi ningún dato biográfico de este alarife. Los libros de cuentas de la obra de la Colegial de Jerez indican que este maestro entró como sucesor de Miguel de Olivares el 26 de mayo de 1784, lugar donde trabajó y cobró semanalmente su salario hasta la semana del 15 al 22 de julio de 1792, cuando fallece. De esta fecha existe una anotación de entierro hecho por la Hermandad de San Pedro en el archivo de la iglesia de San Dionisio de un Juan de Vargas, casado con Eduarda de Figueroa y que vivía en la plaza de la Yerba. Según este mismo archivo, se habían casado en esa misa parroquia el 6 de mayo de 1753 y aparece como hijo de Alonso de Bargas y María Sánchez Núñez.

## Obra

### Obra Religiosa
- Restauración junto a Pedro de Silva de la Iglesia de iglesia de San Dionisio, 1758. Daños ocasionados por el terremoto de Lisboa de 1755.
- Restauración junto a Pedro de Silva de la Iglesia de iglesia de San Lucas, 1758. Daños ocasionados por el terremoto de Lisboa de 1755.
- Espadaña de la Iglesia de Santiago, 1760.
- Espadaña de la Iglesia de San Marcos, 1774.
- Reforma de la espadaña de la iglesia de San Dionisio, 1783. Quizás la autoría de esta espadaña también sea suya, pero no hay datos concluyentes.
- Dirección de obras de la Colegial de Jerez de 1784 a 1792: arranque de la capilla del sagrario y la antesacristía, nivelado del terreno para las dependencias y cimientos de la torre.
- Restauración de la nave del evangelio de la Iglesia de  iglesia de San Dionisio, 1790: desenvolverle el tercio vaxo del tejado, y hacerlo de nuevo por hallarse los asientos de las texas pasadas de raíces de yerbas...[3]

### Obra Civil
- Palacio de Bertemati, 1772. Un edificio atribuido anteriormente a Antonio de Figueroa y Ruiz pero que la historiografía actual otorga a Juan de Bargas, que era el encargado de la dirección de obras.
- Palacio del Marqués de Montana, 1776. Un edificio atribuido igualmente a Antonio de Figueroa y Ruiz pero que la historiografía actual otorga a Juan de Bargas, tanto la dirección de obras como el diseño.

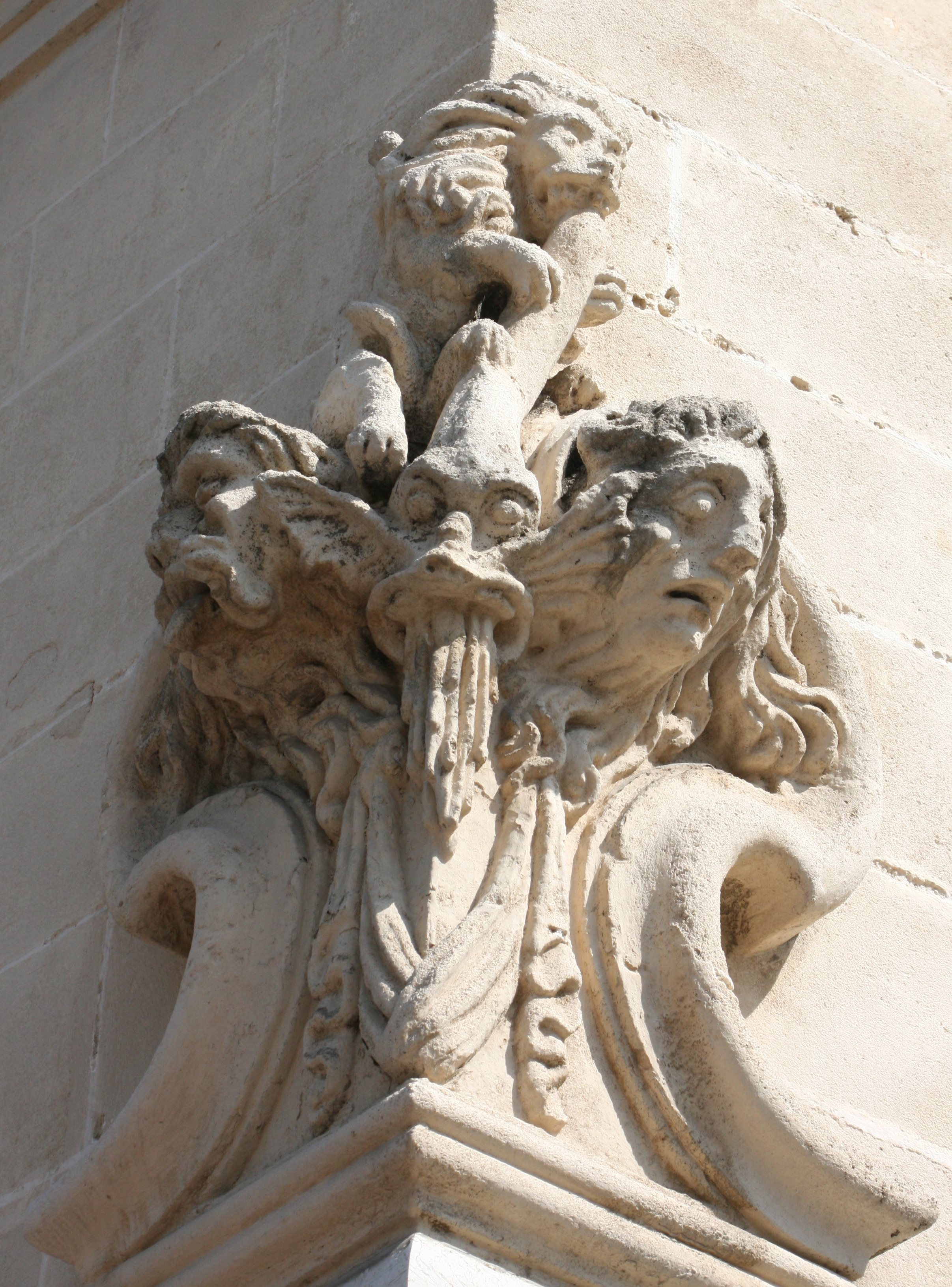
Palacio de Montana. Esquina simbólica izquierda. Jerez de la Frontera

## Simbolismo hermético y Alquimia
Al igual que otras obras de su misma época, Juan de Bargas alimenta el simbolismo de su obra de las construcciones herméticas precedentes en la ciudad de Jerez, principalmente el patrimonio renacentista debido a la erudición de Francisco de la Barca Maldonado y la arquitectura religiosa de Diego Moreno Meléndez en la segunda mitad del siglo XVII. Las obras de Juan de Bargas traducen de manera brillante este patrimonio alquímico con una propuesta renovada, en la que destaca su facilidad para la elaboración de jeroglíficos alquímicos a partir de los elementos decorativos de las esquinas de las casas palacio.